# S1ren
Па́вел Огло́блин (род. 16 июля 2002, Рыбинск, Ярославская область) — российский киберспортсмен по Counter-Strike 2, более известный под ником s1ren, выступающий за команду BetBoom Team.

## Игровая карьера

### Начало карьеры
Свою профессиональную карьеру начал в 2018 году, когда вместе со своими друзьями играл турниры тир 5 уровня. Первый микс назывался HaMoPeDe и кроме турнира ESL Major League: Winter 2018, где команда получила 500 евро, результатов не принес.
С 28 мая 2019 по 9 декабря 2020 годов Павел играл в различных командах, в одной из них занимает 2 место на турнире Battle of the Cities 2020 и зарабатывает 80,000₽ на команду.
10 мая 2020 года s1ren вступает в медиа команду Insilio, созданную ютубером RachelR. Эта команда стала первым и самым важным толчком для развития своей медийности (Медийность — упоминаемость кого-либо или чего-либо в средствах массовой информации). В команде пробыл всего пару месяцев, до 26 августа 2020 года.

### Team Spirit
Более полугода игрок не играл в командах, пока Павла не заметил опытный скаут СНГ региона Алексей «OverDrive» Бирюков и 28 марта 2021 года Павел присоединяется к Team Spirit Academy.
6 февраля 2022 года s1ren переходит в основной состав Team Spirit.

#### Первый Мейджор
На подготовку к PGL Major Antwerp 2022 у Team Spirit было всего 3 месяца, за которые команда успела сыграть только два турнира, в одном из них — Malta Vibes Knockout Series #6, удалось занять первое место.
Из-за малого времени на подготовку, не особо выдающихся результатов, а также самого молодого состава на турнире, в Спирит никто не верил, но команда легко прошла первую групповую стадию и успешно пришли к лучшим командам мира. И игроки совершили сенсацию и вышли из своей группы со счетом 3:0, обыграв команды Furia, Heroic и Copenhagen Flames. В итоге команда Team Spirit закончила турнир на 3—4 месте, разделив его с ENCE.
По мнению новостного портала cybersport.ru, Team Spirit оказались главной сенсацией турнира.

#### Второй Мейджор
На Intel Extreme Masters Rio Major 2022 из-за хорошего выступления в Антверпене команда получила приглашение сразу на РМР, откуда, заняв 4 место, прошла в стадию Легенд. Но на этом мейджоре не получилось так же легко, в стадии чемпионов Team Spirit в первой же игре попадают на финалистов Мейджора и покидают турнир на 5-8 месте.

#### Третий Мейджор
На BLAST.tv Paris Major 2023 Team Spirit сразу попали на РМР, где проиграли 0:3 командам Aurora, 500 и Astralis. Team Spirit покидают турнир на последнем 15-16 месте.
После такого результата команда решается на замены и 22 июня 2023 года переводят s1ren на скамейку запасных. Откуда спустя чуть больше месяца его выкупает BetBoom Team.

### BetBoom Team
Первым испытанием стали открытые квалификации на IEM Sydney 2023, которые новая команда с легкостью прошла, заняв 1-2 место. В закрытых квалификациях они занимают 2 место и проходят на основной турнир. На самом турнире команда успешно выходит в плей-офф, но проигрывает в первом же матче, занимая 5-6 место.

#### Четвёртый Мейджор
Подготовка к PGL Major Copenhagen 2024 проходила не очень успешно. Команда не могла стабильно побеждать, хотя и забирали призовые и около призовые места.
На Европейских квалификациях BetBoom занимают 5 место, проходя на РМР. На РМРе смогли обыграть команды ENTERPRISE esports и Into The Breach, но проиграли Fnatic, Natus Vincere и Eternal Fire. После чего попадают на РМР Десайдр, где проигрывают в первой игре команде Guild Eagles и покидают турнир.

## Достижения
| Год  | Место | Турнир                         | Команда      | Дата проведения        | Место проведения | Приз (доллары США) |
| ---- | ----- | ------------------------------ | ------------ | ---------------------- | ---------------- | ------------------ |
| 2022 | 3—4   | PGL Major Antwerp 2022         | Team Spirit  | 9—22 мая               | Антверпен        | 70 000             |
| 2022 | 1     | FiReLEAGUE 2022: Global Finals | Team Spirit  | 14—16 октября          | Барселона        | 100 000            |
| 2022 | 5—8   | IEM Rio Major 2022             | Team Spirit  | 31 октября — 13 ноября | Рио-де-Жанейро   | 45 000             |
| 2023 | 3—4   | BetBoom Dacha Dubai 2023       | BetBoom Team | 5—10 декабря           | Дубай            | 30 000             |
| 2024 | 3     | Skyesports Masters 2024        | BetBoom Team | 8—14 апреля            | Online           | 52 500             |